# Tortiya
 Tortiya è una città, sottoprefettura e comune della Costa d'Avorio, situata nel dipartimento di Niakaramandougou; conta una popolazione di 23 365 abitanti (censimento 2014).